# Sovětské represe proti Polákům a polským občanům 1939–1946

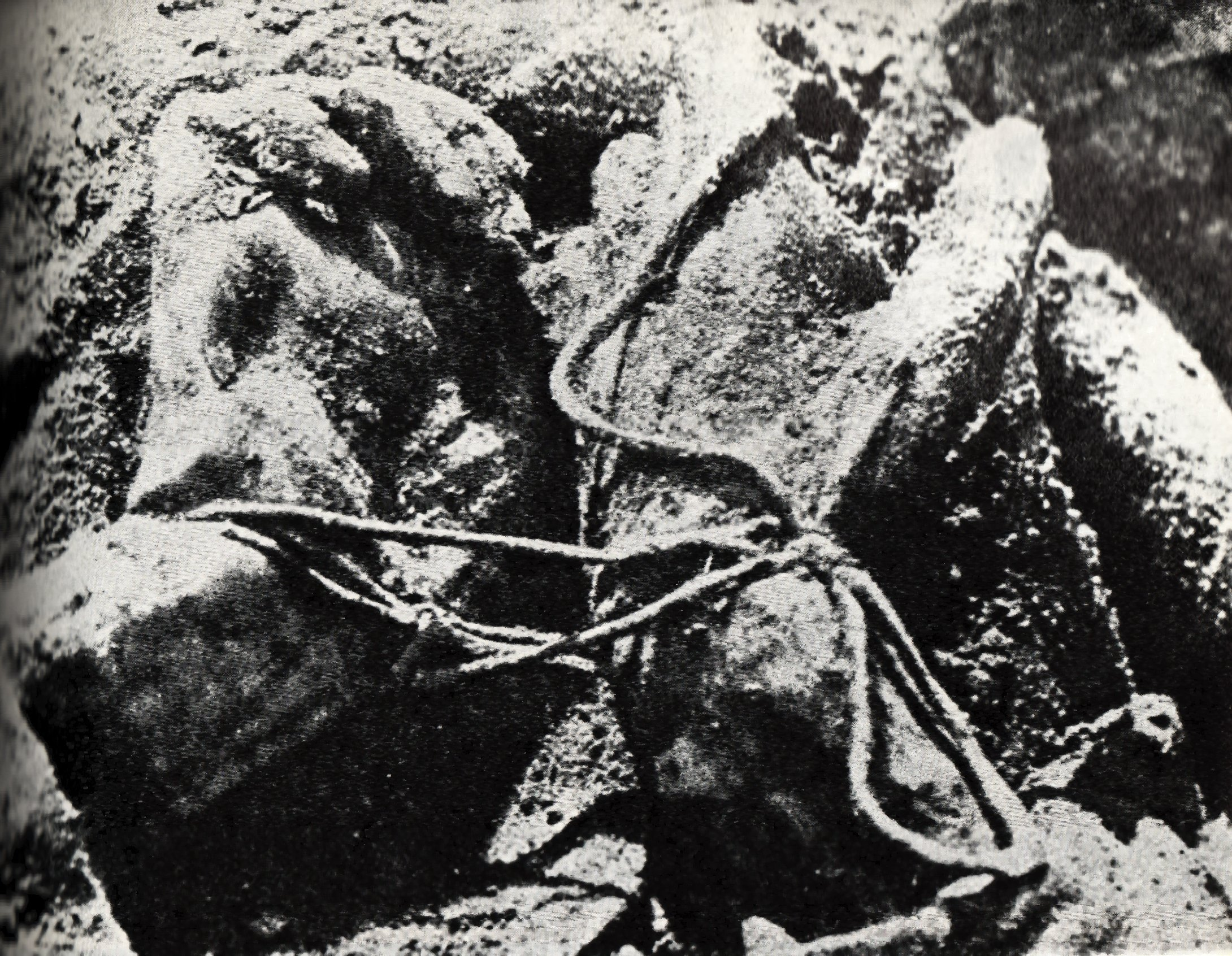
Svázané ruce oběti z Katyně

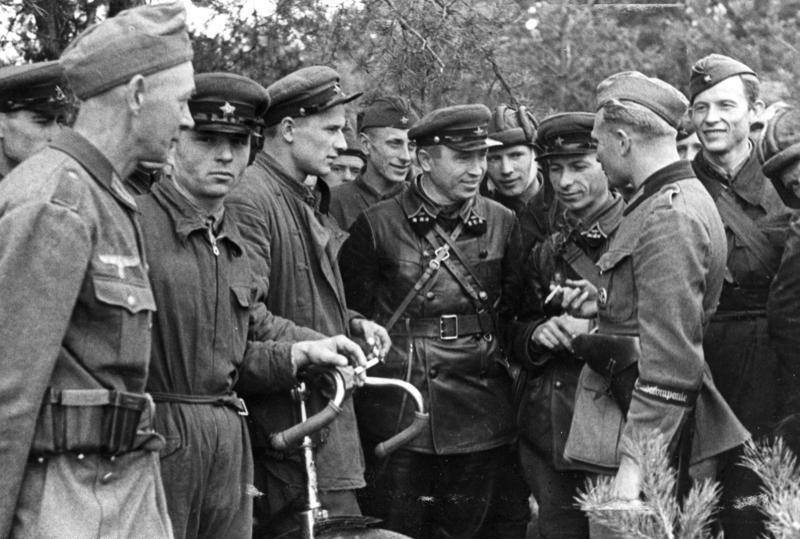
Setkání příslušníků Rudé armády a Wehrmachtu.

Po ozbrojené nevyprokované agresi SSSR proti Polsku dne 17. září 1939 následovala vojenská okupace východních území Polska Rudou armádou, a uzavření německo-sovětské smlouvy o přátelství, spolupráci a vymezení demarkační linie v Moskvě 28. září 1939. Toto vymezení bylo dohodnuto podle částí polského území vojensky okupovaných wehrmachtem a Rudou armádou. Obyvatelé polského státu trpěli represemi ze strany nacistických i komunistických okupantů.
Na okupovaných územích anektovaných SSSR jak Poláci, tak i polští občané jiných národností byli podrobeni násilí prostřednictvím orgánů stalinského systému, jenž byly zaměřeny na podlomení morálky, sociálních vztahů a zničení možných spiknutí v zárodku. V tomto úsilí v Polsku spolupracovala NKVD s Gestapem, kdy si obě organizace vyměňovaly zkušenosti s různými metodami.
Celkový počet nuceně deportovaných z okupovaných území Polska během přibližně jednoleté okupace Sovětským svazem zřejmě nepřesáhl 800 000 osob. Deportovaní byli umisťováni v lágrech a donuceni pracovat v továrnách a dolech v SSSR. Proces vysídlování ale přerušilo napadení SSSR nacistickým Německem. Dlouhodobým cílem sovětské politiky byla depolonizace východního pohraničí a sovětizace, tedy osídlení sovětskými obyvateli, území nově anektovaná SSSR. Tato politika byla uplatněna nejen na území okupovaného Polska, ale později i u anektovaného Estonska, Litvy a Lotyšska.
Významným cílem komunistického teroru byli zajatí vojáci. SSSR během okupace Polska nerespektoval žádné mezistátní a mezinárodní dohody o vedení války a válečných zajatcích. Rudá armáda během okupace mnoho zajatců zavraždila a některé velmi brutálně, podobně jako nacisté. Rudá armáda a orgány sovětské státní moci se během krátké doby okupace na polském území dopouštěla i masových vražd. U některých těchto vražd polských obyvatel a vojáků se ještě do roku 1990 Sovětský svaz pokoušel svalit vinu na nacistické Německo, které obviňoval ze spáchání těchto skutků.

## Neplatnost anexe Polska
Polská území na východ od hraniční čáry zřízené na polském území podle dohody mezi Třetí říší a Sovětským svazem v říjnu 1939 byla připojena k Sovětskému svazu[1]. Formálním právním základem tohoto aktu byly pseudoplebiscity (všelidová hlasování), a následná anexe posvěcená usnesením Nejvyššího sovětu.
Jednalo se o akty rovnocenné s dvěma vyhláškami Adolfa Hitlera – (8 a 12. října 1939.), která jednostranně začlenila západní část polského území do Třetí říše jako území nazvané Generální gouvernement (Generalne Gubernatorstwo).
Všechny výše uvedené unilaterální právní akty na výsostném území druhé polské republiky byly v rozporu s mezinárodní smlouvou, Haagskou úmluvou IV (1907) ratifikovanou Německem i Ruskem. Byly tudíž neplatné podle mezinárodního práva, a nebyly uznány jak ze strany polské exilové vlády, tak ani spojenci Polska, ale ani třetími zeměmi (neutrálními) po celou dobu trvání druhé světové války.
Všechny smlouvy sjednané mezi SSSR a Třetí říší o polském státu po agresi Třetí říše na území Sovětského svazu byly považovány Sovětským svazem za neplatné od 30. července 1941.

## Deportace 1939–1941

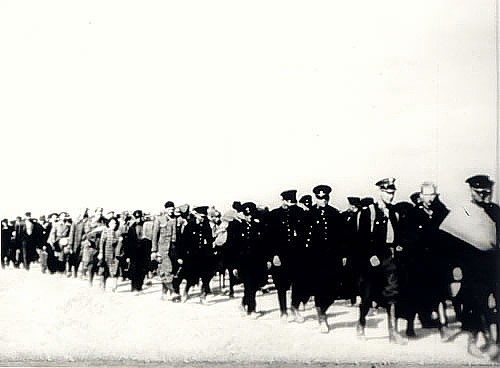
Deportovaní policisté a civilní „nepřátelé lidu“, zatčení v září 1939 a doprovázení Rudou armádou k přepravnímu místu na polsko-sovětské hranici

Na řešení problémů téměř poloviny území druhé polské republiky spolupracoval Sovětský svaz s Třetí říší na principu kolektivní odpovědnosti používaném pro všechny národy žijící v této oblasti. První polské občany, téměř 55 000 uprchlíků ze středního a západního Polska, deportoval v říjnu 1939. Byli přesídleni do východních částí běloruské a ukrajinské SSR, v programu vysídlování pohraničních měst. Deportace "běżenců", protože tak byla v terminologii NKVD nazývána polská populace deportovaných, většinou Židů, jež byla v sovětské okupační zóně, se konala na základě oficiálně schválené rezoluce o připojení tzv. zemí západního Běloruska a západní Ukrajinské SSR. V prosinci 1939, sovětské úřady přijaly konečné rozhodnutí o přistoupení k odstranění politicky nejistého prvku na okupovaných územích.
Dne 5. prosince 1939 RKL SSSR přijala usnesení č. 1001-558 ss o přesídlení osadníků a lesní správy z tzv. západního regionu Běloruska a Ukrajinské SSR. O několik dní později směrnice L. Beriji pověřil vedení operace L. Canavovi a I. Serovovi povinnost provádět speciální sčítání lidu, u osob, které podléhají deportaci. Dne 29. prosince 1939 RKL sovětu SSSR schválila Instrukce LKSW o přesídlení polských osadníků ze západní části Ukrajinské SSR a Běloruské sovětské socialistické republiky, a řád zvláštních osad a pravidla pro přijímání do osadníků vysídlených ze západní části Ukrajinské SSR a běloruské sovětské socialistické republiky.
První deportace se konaly v roce 1940 již 10. února, další 13-14. dubna, a potom na přelomu května a července. Poslední deportace se konaly v květnu a červnu 1941, těsně před vypuknutím války. První tři dělil interval dvou měsíců nezbytný k dosažení předem připravených skladů nuceně vyhnaných obyvatel v místech jejich nového umístění a návrat pro novou skupinu. V té době, byly připraveny všechny potřebné příkazy a plány akce a následujících kvót.
Průměrná souprava sestávala z 55 vozů pro přepravu obyvatel, jednoho vozu pro konvoj, 4 nákladních vozů pro těžší zavazadla, a jednoho sanitárního vozu. V jednom voze (dvouosý) by teoreticky mělo cestovat 25 až 30 lidí. Takže typická souprava by měla pojmout asi 1200–1500 lidí. S každou soupravou by také jet mimo konvoje také lékař a dvě zdravotní sestry. Během cesty by měl denně konvoj deportovaných dostat jedno teplé jídlo a 800 gr. chleba na osobu. Nicméně, všechny tyto příkazy zůstaly jen na papíře, a jízdní podmínky závisely pouze na dobré vůli vojáků doprovodu.

### První deportace
Deportace 10. února 1940 se týkaly převážně místních obyvatel. Poláci tvořili 70 % všech komunisty vyhnaných obyvatel, zbývajících 30 % náleželo populaci Běloruska a Ukrajiny. Z osadníků byli deportováni hlavně vojáci, střední a nižší státní úředníci a lesní zaměstnanci. Celé rodiny byly odsunuty bez výjimky. Podle sovětských přísně tajných materiálů bylo deportováno cca 140 000 lidí. Vyhnanci byli umístěni v Komiské ASSR, v severních okresech RSFSR: v Archangelsku, Čeljabinsku, Čkalovském, Gorkovském, Irkutsku, Ivanovo, Jaroslavl, Kirov, Molotovském, Novosibirsku, Omsku, Sverdlovsku a Volžském regionu, v Jakutsku a Baškirské autonomní sovětské socialistické republiky, v Krasnojarském kraji a na Altaji. Vysídlenci byli označeni jako „přesídlenci-osadníci“. Velmi špatné povětrnostní podmínky, vyčerpávající práce na kácení lesů, ustanovení zákona lágrů a pracovní předpisy, způsobily, že míra úmrtnosti byla již v prvních měsících vyhnanství 3–4 % deportovaných.

### Druhá deportace
Během druhé deportace (13–14. dubna 1940), byly předmětem deportaci rodiny nepřátel sovětského systému: vládních úředníků, vojenského personálu, policistů, vězeňských důstojníků, učitelů, sociálních aktivistů, obchodníků, průmyslníků a bankéřů, a rodiny těch, jenž byli zatčeni NKVD pro nelegální pokus překročení německo-sovětské hranice. Tato akce však byla mnohem mírnější než první.
To bylo vzhledem k lepším teplotním podmínkám, jakož i míře zavinění. Zatímco pro první deportace byly vybrány osoby pouze do speciálních osad (lágry), nová vlna deportovaných byli označeni NKVD jako „administrativně-odsunutí“ byli pouze předmětem povinného přesídlení na nové, určené místo stálého bydliště. V rámci této akce bylo vyhoštěno asi 61 000 osob. Mimořádně velké bylo v tomto případě procento žen a dětí, jenž tvořily ve skutečnosti až 80 % celkově odsunutých. Populace těchto vyhnanců byla komunisty umístěna v Severním Kazachstánu, v obvodech: akťubinském, akmolinském, kustanajském, petropavlovském, karagandijském, semipalatinském, pavlodarském a severo-kazašských. Několik tisíc z nich bylo posláno také do oblasti Čeljabinska. V květnu 1940, v rámci doplnění kapacit konvojů použitých v únoru a dubnu, byly také připojeny malé skupiny Poláků, Židů a Bělorusů z okresů Bialystok, Lidy a Hrodna.

### Třetí deportace
Třetí deportace (květen až červenec 1940) se vztahovaly především na uprchlíky ze středního a západního Polska, jenž se ukryli v době vojenských operací Rudé armády a Wehrmachtu na území Polska, které podle sovětsko-nacistické dohody bylo anektováno Sovětským svazem. Většina deportovaných byli Židé (až 80 % z celkové kvóty), Bělorusové a Ukrajinci. Počet deportovaných, která v sovětských dokumentů označovaných jako „specpřesídlenci-osadníci“ činil více než 80 000 osob. Byli deportováni do autonomních sovětských republik: Jakutiská, Komská a Marijská,na území Altaje a Krasnojarsku, a do těchto oblastí RSFSR: Archangelsk, Čeljabinsk, gorkovské oblasti, Irkutsku, molotovské oblasti, Novosibirsku, Omsku, Sverdlovsku a Vologožké oblasti. Mnoho rodin z důvodu tzv. kvóty kvality bylo stejně jako u vyhnanců v období února 1940 ve speciálních lágrech pod úplnou kontrolou NKVD.

### Čtvrtá deportace
Během čtvrtého deportace (květen–červen 1941) obyvatel bývalého Polska na východ byla deportována především obyvatelé přičítaní vrstvě inteligence,kvalifikovaní dělníci a řemeslníci, rodiny železničářů, ale i rodiny uprchlíků a rodiny zatčených NKVD v průběhu druhého roku okupace. Deportace silně zasáhly oblasti v okolí Białystoku, Hrodny a Vilniusu. Všechny akce se konaly ve zdánlivě dvou oddělených cyklech. V květnu komunistický Sovětský svaz zahájil vyhánění obyvatel z tzv. západní Ukrajiny, v červnu ze západního Běloruska a okupovaných pobaltských republik – Litvy, Lotyšska a Estonska. Celkově bylo deportováno více než 85 000 osob. Tento počet není úplný, protože invaze nacistického Německa na území SSSR v roce 1941 překvapila některé transporty obyvatel ještě na území Běloruské SSR, což vedlo k poměrně velkým ztrátám na životech – až deset procent z celkového počtu deportovaných. Ti, kteří deportováni, byli přiděleni do kategorie „ssylno-posielency“. Dobu trvání vyhnanství během čtvrté deportace byla stanovena na 20 let. Deportovaní byli nasazeni v Altaji, Krasnojarsku, oblasti kazašské SSR, Novosibirsku, povodí Katuni a Biji.

## Otázky rozdílů v počtu deportovaných a zemřelých ve vyhnanství
Polská historiografie odhady počtu deportovaných uvádí podle polských historiků pracující v IPN, jenž udává že celkový počet deportovaných obyvatel nepřesáhl 800 000 osob:
- leden 1940: 200–250 000 osob
- duben 1940: 240–320 000 osob
- červen 1940: 220–400 000 osob
- červen 1941: 200–300 000 osob

Otevření sovětských archivů způsobilo značný šok, protože naznačovaly, že ve všech čtyřech deportacích bylo odsunuto 320 000 osob. Jedna skupina vědců ale zpochybňuje důvěryhodnost dat NKVD a další předpokládá, že počet 320 000 byl stanoven pouze na základě dosud známých archivů, a další dokumenty jsou stále ještě před historiky skryty a čekají na prozkoumání. Nepochybně se pokrokem ve výzkumu počet deportovaných stanovený v dokumentech ještě dále zvýší.
Je nicméně ještě další vysvětlení. Sovětský represivní aparát evidoval pouze obyvatele přesídlené pomocí železniční dopravy. Často byli takto deportováni lidé, k nimž byli později dodáni na místo deportace chybějící rodinní příslušníci, kteří z nějakého důvodu unikli před deportací. Takto může být počet deportovaných ve skutečnosti snadno zvýšen, až čtyřikrát.
Podobný problém nastává s počtem obětí v místech deportací. Podle sovětských údajů úmrtnosti zasílaných osob nebyla 10%, jak uvádí polská strana, ale jen 0,7%. Tyto údaje se však vztahují pouze na čtyři transporty provedené během deportací. Neexistují údaje o úmrtnosti u dalších sovětských transportů. To je velmi důležitá otázka, protože sami deportovaní nazývali vagóny deportačních vlaků „bílá krematoria“, protože na rozdíl od krematorií klasických zmrazila cestující zaživa.
Podle dílčích údajů NKVD do poloviny 1941 rok zemřelo 15 000 deportovaných v únoru a červnu 1940. O úmrtnosti dalších skupin polských obyvatel během deportací nejsou dostupné údaje. Problematika nesrovnalostí v odhadech počtu obětí mezi polskými a sovětskými dostupnými údaji je jedním z nejobtížnějších problémů.

## Osudy polských válečných zajatců v sovětském zajetí

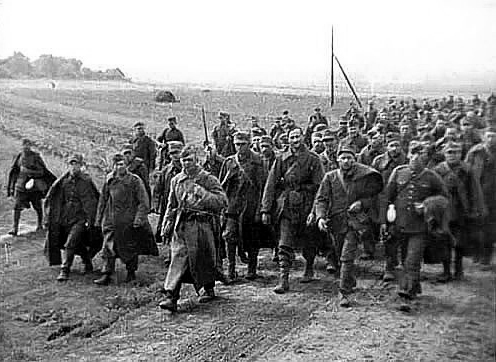
Polští vězni doprovodu Rudé armády po invazi do Polska v roce 1939

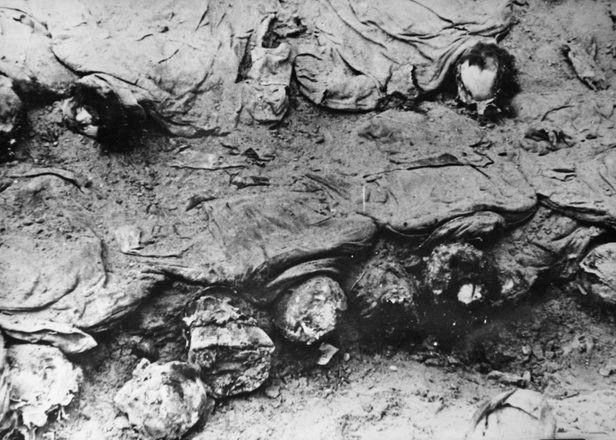
Polští důstojníci zavraždění v Katyni (1940), exhumace 1943

V rukou Rudé armády skončilo v roce 1939 asi 240 000 polských válečných zajatců. Z tohoto počtu bylo 125 000 převedeno NKVD do sovětských pracovních a koncentračních táborů, zatímco zbytek byl většinou (s výjimkou případů zastřelení nebo jiných druhů usmrcování) propuštěn. Není známo, počet vykonán okamžitě poté, co byl zajat Sověty polských vojáků a důstojníků.
Je známo například že polské vojáky zajaté Rudou armádou v roce 1939 nedaleko Grodna a Vilniusu sovětského velení doporučilo zabít rozdrcením pod pásy tanků. Mnoho polských válečných zajatců bylo popraveno. Odhaduje se, že sovětské úřady a vojenské orgány NKVD mají na svědomí smrt asi 2 500 vězňů a několika set civilistů. Správní rada NKVD část vězňů pocházejících z oblasti pod kontrolou Třetí říše deportovala zpět nacistickému Německu. A konečně, v sovětském systému vězeňských táborů, zůstalo 40 tisíc vězňů. Tento počet se zvýšil poté, co byly anektovány pobaltské země Sovětským svazem, kde bylo mnoho polských vojáků, až 45 387 osob. Část polských válečných zajatců v táborech starobielském, ostaszkowském a kozielském byla vyvražděna Rudou armádou na jaře 1940. Bylo to přesně 14 587 lidí. Jiné skupiny válečných zajatců byly určeny pro výstavbu komunikace Lvov-Rivne, pro práci v lomech a dolech na vápenec a železnou rudu „Nikopol-Marganiec“, v systémech lágrů „Sjevżeldorlag“ v povodí Pečory. Strašné pracovní podmínky způsobily vysokou úmrtnost v důsledku vyčerpání a epidemií, ale celkové ztráty mezi vězni je nemožné odhadnout. Lze se jen dohadovat, že to musely být značné ztráty.

## Věznění 1939–1941
Základním nástrojem sovětské politiky vůči utlačovaných národů bylo masové zatýkání skupin osob páchané ve jménu kolektivní odpovědnosti dané společnosti. V roce 1939–1941 bylo zatčeno ve východních oblastech Druhé polské republiky 110 000 lidí. Osud zatčených byl různý. Asi 40 tisíc lidí bylo posláno do pracovních táborů na Vorkutě. Skupina zatčených bylo ve vězení v Bělorusku a na Ukrajině zavražděna na jaře roku 1940 v Bykovni u Kyjeva a v Kuropatach nedaleko Minsku (celkem 7305 osob). Přibližně 10.000 vězňů bylo zavražděno během evakuace věznic před nastupující německou armádou v létě 1941. Osud mnoha zadržených zůstává neznámý.

## Jiné formy represí
Sovětský režim rovněž používal další formy represí, aby depolonizoval polské východní pohraničí. Povolal do Rudé armády asi 150 tisíc Poláků. Poláci odvedení do sovětské armády umírali v roce 1940 ve sovětsko-finské válce a v prvních měsících roku sovětsko-německé války. Asi 100 tisíc lidí bylo začleněno do speciálních stavebních praporů zvaných „strojbatami“.

## Souhrn
Celkově za 15 měsíců sovětské okupace Polska bylo masově na východ deportováno asi 320 000 lidí. K tomu je třeba přičíst obyvatele umístěné v rámci skupinových trestů ve věznicích, odsouzené a deportované do pracovních táborů, válečné zajatce, polskou mládež povolanou Rudou armádou a „strojbataliony“ (stavební skupiny). Všichni deportovaní byli více či méně donuceni pracovat v sovětských továrnách a dolech. V souhrnu jde o přibližný počet cca 475 000 občanů druhé Polské republiky, kteří v období od září 1939 do června 1941 byli vystaveni teroru sovětského systému. Až do podpisu smlouvy Sikorski–Majskij a do propuštění sovětské úřady v srpnu 1941 více než 58 000 vězňů v táborech, specposiolkach, dolech a ve vyhnanství zemřelo hlady, chladem, nemocemi a nadměrným fyzickým vyčerpáním na okraji sovětské společnosti.

## Částečná změna politiky stalinistického SSSR vůči Polákům v 1940–1941
Na konci roku 1940 rok německo-sovětské vztahy ochladly, což bylo způsobeno plánovanou invazí Třetí říše do Sovětského svazu. Souběžně s přípravou plánu Barbarossa, Stalin připravoval plán preventivního útoku na Německo, který se měl pokusit zabránit německé armádě převzít strategickou iniciativu. Vzhledem k tomu, že sovětská ofenzíva měla být provedena na polském území, Stalin se pokoušel navázat spolupráci s některými polskými politiky prostřednictvím Kazimierza Bartela. Současně, v souladu se pokyny vydanými Stalinem, 2. listopadu 1940 Lavrentij Berija začal organizovat polské divize v rámci Rudé armády. Odmítnutí Kazimierza Bartela a většiny polských důstojníků nicméně zabránila širší spolupráci na politické úrovni a vytvoření polské divize v SSSR.
Sovětské úřady se nicméně znovu pokusily v létě 1941 vytvořit polskou divizi v SSSR (směrnice ze dne 4. června 1941). Polská divize byla formována z Poláků začleněných dříve do strojbatalionů nebo pracovních praporů. Tyto plány však zničil německý útok 22. června 1941. V uvedeném období došlo k dílčímu a dočasnému uvolnění sovětské politiky vůči osobám polského původu a polským válečným zajatcům.

## Masakry ve vězeních NKVD v roce 1941
Po útoku Třetí říše proti Sovětskému svazu 22. června 1941 byly příslušníky NKVD páchány hromadné vraždy politických vězňů ve věznicích na polských územích okupovaných Sovětským svazem, v Litvě, Lotyšsku a Estonsku, stejně jako v oblastech SSSR před rokem 1939 (Minsk, Orel, Vinnica) a na evakuačních trasách vězňů.
Dne 22. června, 1941 politbyro Komunistické strany (bolševiků) Běloruska přijala rezoluci požadující aby NKVD BSSR vykonalo rozsudky smrti na vězních ve věznicích v západní čtvrti Běloruska. O dva dny později šéf NKVD, Lavrentij Berija, nařídil zastřelit všechny vězně vyšetřované nebo odsouzené za „kontrarevoluční činnost“, „ekonomické sabotáže“, „podvracení“ a „antisovětskou činnost“. To zahájilo lavinu vraždění vězňů. Podle údajů sovětské administrativy ze dne 10. června 1941 bylo v době německé agrese v pohraničních věznicích přibližně 40 tisíc vězňů, včetně:
- ve věznicích takzvané Západní Ukrajiny asi 21000 vězňů
- ve věznicích takzvaného Západního Běloruska asi 16 500 vězňů
- zbývajících asi 2,5 tisíce vězňů bylo ve vězení v oblasti Vilniusu

Celkem bylo zavražděno asi 35 tisíc uvězněných. Např. ve věznici Brygidki, ve vyšetřovací věznici NKVD – Zamarstynów, věznici na ulici Lacki, bylo zavražděno ve Lvově asi 7000 vězňů. V Lucku padlo za oběť masakru asi 2 tisíce vězňů, ve Vilniusu asi 2 tisíce, v Zločově asi 700, v Dubno 1000, v Prawieniszkach 500 vězňů. S výjimkou Drohobyče, Boryslaw, v Czortkówě, Berezwecze, Samboru, Oleszyce, Nadworné, Brzezan. V průběhu týdne, v červnu 1941, NKVD zavraždilo ve vězení nejméně 14 700 vězňů. Během evakuačních přesunů vězňů jich bylo zabito přes 20 000.

## Represe 1944–1946
V letech 1944–1946, po dobytí Polska Rudou armádou Sovětský svaz v represích zahájených během německo-sovětské okupace v letech 1939–1941 pokračoval. Opět, i po Jaltské konferenci, docházelo k zatýkání, věznění a deportacím polského obyvatelstva, především v souvislosti s probíhajícími boji politických sil za nezávislost Polska. Ve stejném období, sovětské úřady dokončily depolonizaci východního pohraničí, která opět začala po dobytí Vilniusu a Lvov sovětskými vojsky v červenci 1944.
Celosvětově se odhaduje, že na východních částech území druhé polské republiky připojených k SSSR bylo zatčeno, internováno a deportováno 40-50 000 lidí. Polská podzemí hnutí za nezávislost na území Grodno přetrvávala aktivní až do roku 1948, a sporadicky až do počátku 50. let, kdy vedla boj proti utužování spirály stalinistických represí na území bývalých polských území.
Z polského území bylo které zůstalo trvale anektováno SSSR v rámci uspořádání po Jaltě a „vytvoření lidové vlády“ SSSR bylo deportováno 45 000 lidí. Počet vojáků podzemních sil deportovaných do centrálních oblastech SSSR z polských území po Jaltě lze odhadnout na asi 17 000 lidí. Tyto údaje však vyžadují další zkoumání a ověřování, a je možné, že po úpravách, budou tato čísla vyšší.
Největší represivní operace, té doby byla tzv. Augustovská povodeň v roce 1945, která se týkala 2000 lidí, z nichž 600 beze stopy zmizelo.
V táborech podřízených radě severní stavbě železnice bylo uvězněno 5690 Poláků a polských občanů. V táboře kontrolně-filtračním č. 283 a č. 388 a zajateckém táboře NKVD-MVD SSSR v Stalinogorsku bylo 6326 polských občanů. V Ostaškově a Rjazani bylo internováno 4307 polských občanů. V Donbasu a Saratově 4782 polských občanů z Wilna. 5795 polských občanů bylo vězněno v Borowiczach. Na Uralu bylo vězněno 3940 polských občanů.

## Počet přeživších
Je nesmírně obtížné odhadnout ztrátu polského obyvatelstva v důsledku stalinské politiky vyhlazování. Poněkud jednodušší je odhadnout počet přeživších deportovaných osob. Přibližně 115.000 deportovaných a jejich dětí bylo součástí Andersovy armády. Další 30 tisíc přeživších z lágrů se stalo vojáky Berlingovy armády. Kromě toho, v letech 1945–1947, bylo z hloubky SSSR deportováno do Polska 266 000 lidí. Byli vyhnanci z let 1939–1941 a jejich děti. Během nuceného vysídlení prováděného v letech 1955–1959 sovětská moc opět deportovala z centrálních oblastí SSSR asi 20 000 lidí, ale není známo kolik z nich byli vyhnanci z let 1939–1941, kolik z let 1944–1946, a kolik z jejich potomků.
Celkový počet přeživších lze odhadnout na 431 000 lidí. To zahrnuje jak osoby deportované z let 1939–1941 a 1944–1946, stejně jako děti těchto osob. Vzhledem k tomu, že zdroje není možné určit počet obětí z počtu deportovaných a počet jejich potomků narozených po deportacích, nelze určit ztráty obyvatel, které Polsko utrpělo v důsledku sovětských represí.
Není dostupná ani dokumentace, pokud jde o osudy desítek tisíc zadržovaných, začleněných do Rudé armády a pracovních praporů. Nejsou dostupné žádné záznamy o úmrtí v pracovních táborech a místech vyhnanství. To také zpochybňuje důvěryhodnost sovětských zdrojů o počtu deportovaných a zatčených. Pokud jde o záznamy ztrát v lágrech, jsou jen částečné údaje. Je známo, že například ze skupiny 10 000 Poláků deportovaných na Kolymu a Čukotku přežilo jen 171 lidí. Z dalších 3000 Poláků na Čukotce přežil jeden. Lágrů, kde byli vězněni Poláci bylo přibližně 130.

## Úsilí určit počet obětí s využitím nepřímých metod
Odhady počtu polských obětí se pokouší vycházet ze zdrojů, které nejsou založeny na informacích z NKVD a jiných sovětských úřadů, a porovnáním počtu polských obyvatel ve východních provinciích druhé Polské republiky v roce 1939, a počtech vysídlených v letech 1944–1946 a počtu osob, polské populaci která zůstala v těchto oblastech po začlenění do SSSR. Podle sčítání lidu z roku 1931 v osmi provinciích příhraničí bylo obyvatel 13 021 300 lidí, z toho 5 597 600 mluvících polsky. V roce 1943 byl odhadovaný počet lidí, kteří žili v oblastech dříve okupovaných Sovětským svazem 11 976 000 lidí, včetně asi 6 milionů Poláků. Po zohlednění růstu populace, vysídlení obyvatel a evakuace obyvatel Andersovou armádou jsou ztráty obyvatelstva od 500,000 do 1,5 miliónu Poláků. Jistá část z nich ale se pravděpodobně stala součástí jiných národů prostřednictvím sovětských státních orgánů.
Institut národní paměti odhaduje v roce 2009, že počet lidí, kteří byli cílem represí sovětského režimu byl 1,8 milionu. Z tohoto 150 tisíc lidí během represí zemřelo. Většina z obětí byli lidé pronásledovaní v letech 1939–1941, v té době represemi trpělo asi 1,6 milionu lidí. Zbývajících 200 000 osob byly osoby stíhané v letech 1944–1952.

## Akce agentů a politicky motivované vraždy

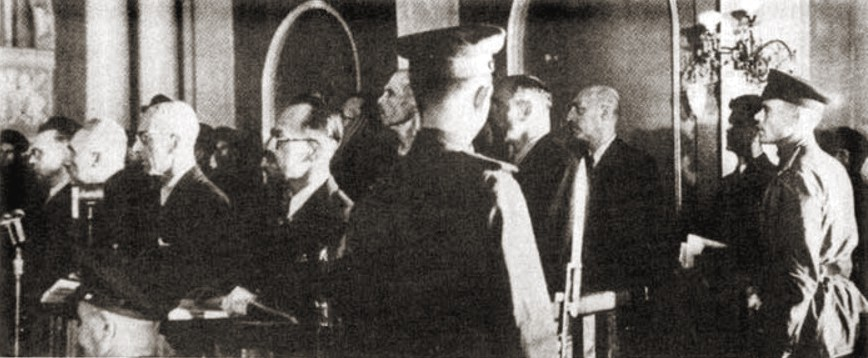
Proces s 16 polskými vůdci válečného odboje, kteří byli souzeni za „vypracování plánů opatření proti SSSR“; Moskva, červen 1945. Vůdci byli vyzváni, aby pomohli s organizací nové polské vlády národní jednoty v březnu 1945 a byli okamžitě zatčeni NKVD. O dva roky později byli naživu jen dva z nich

Neexistuje žádný důkaz, na straně sovětských tajných služeb o katastrofě v Gibraltaru, při které zahynul Władysław Sikorski, stejně jako zatčení Stefan Grot-Roweckiego a velitele Národního ozbrojených sil Ignáce Oziewicze Němci, i když všechny tři události se časově shodovaly (9. června 1943 – zatčení Oziewicze, 30. června 1943 zatčení Cave-Roweckiego, 4. července 1943 – smrt Sikorského). Všechny tři tyto události se seběhly v době Sikorského poslední cestě po Blízkém východu (25. května – 3. července 1943).
Znaky akce agentů nesly okolnosti povstání PPR v lednu 1942. Shromáždění organizovala tzv. „skupina Iniciativa“, letecky přepravená ze Sovětského svazu a tam proškolená. Podobně věc nejasně vypadá na sovětské vedení v politickém boji a u politických vražd uvnitř PPR, které proběhly v letech 1942–1943. Agenturní operací byl únos šestnácti vůdců polského podzemního hnutí 28. března 1945.
Akcemi sovětské tajné policie byly: falzifikace referenda ze dne 30. června 1946 a částečně podvodné volby do polského Sejmu 19. ledna 1947. Tyto operace byly zabezpečeny a monitorovány 64. divizí vojsk NKVD (Vnutrennije Vojska). Další takovou akcí bylo přinucení Stanislawa Mikołajczyka k útěku z Polska v říjnu 1947.